# Nikolai Karlowitsch de Giers

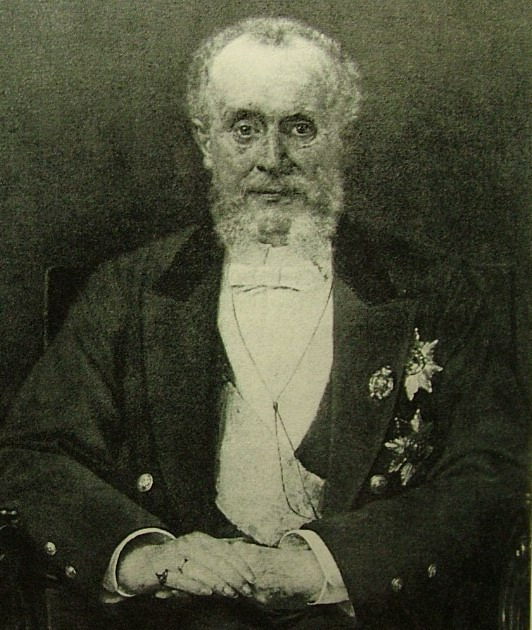
Nikolai Karlowitsch de Giers

Nikolai Karlowitsch de Giers (russisch Николай Карлович Гирс; * 21. Mai 1820; † 26. Januar 1895) war  russischer Diplomat und Außenminister.

## Leben

### Jugend
Wie sein späterer Vorgänger als Außenminister, Fürst Alexander Michailowitsch Gortschakow, ging er im Lyzeum von Zarskoje Selo in der Nähe von Sankt Petersburg zur Schule. Im Alter von 18 Jahren trat er in den Auswärtigen Dienst ein.

### Diplomat
Mangels einflussreicher Förderer verlief seine Karriere zunächst langsam.
Er verbrachte mehr als 20 Jahre auf untergeordneten Posten, vorwiegend in Südosteuropa, bevor er 1863 nach Persien versetzt wurde, wo er Botschafter in Teheran, der Hauptstadt Irans, war. Nach sechs Jahren in Persien war er Diplomat in der Schweiz und Schweden. 1875 wurde er Direktor für Östliche Angelegenheiten und stellvertretender Außenminister unter Fürst Gortschakow, dessen Nichte Olga Cantacuzene er inzwischen geheiratet hatte. 1876 wurde er Ehrenmitglied der Russischen Akademie der Wissenschaften in Sankt Petersburg.

### Staatsmann
Nach der Ermordung des Zaren Alexander II. 1881 ernannte ihn der neue Zar Alexander III. nach dem Rücktritt Gortschakows zum Außenminister, wegen der häufigen Abwesenheit des Ministers hatte er die Amtsgeschäfte faktisch schon länger geführt. In Giers Amtszeit führte Russland keinen größeren Krieg. In Zentralasien ging die Expansion wie unter seinen Vorgängern weiter, während Russland in Europa eine eher zurückhaltende Politik betrieb.
Die Rivalität zwischen Österreich-Ungarn und Russland verhinderte eine Erneuerung des Dreikaiserbundes, als Ersatz handelten Deutschland und Russland einen bilateralen Vertrag aus.
Am 18. Juni 1887 unterzeichneten de Giers und Bismarck den Rückversicherungsvertrag, der 1890 vom Deutschen Reich nicht verlängert wurde.
Die Annäherung zwischen Russland und Frankreich, die sich bereits unter seinem Vorgänger Gortschakow angebahnt hatte, führte daraufhin 1892 zu einer Militärkonvention zwischen Frankreich und Russland und 1894 zu einem Bündnisvertrag (Zweiverband).
Nach dem Tod Alexanders 1894 blieb er auch unter Zar Nikolaus II. bis zu seinem Tod 1895 im Amt.
Sein Nachfolger wurde Prinz Alexei Lobanow-Rostowski.